# Lohitzun-Oyhercq
Pour les articles homonymes, voir Lohitzun et Oyhercq.
Lohitzun-Oyhercq [lɔitsœ̃ ɔjɛʁk] (en basque: Lohitzüne-Oihergi) est une commune française, située dans le département des Pyrénées-Atlantiques en région Nouvelle-Aquitaine.
Le gentilé est Lohitzüntar.

## Géographie

### Localisation
La commune de Lohitzun-Oyhercq se trouve dans le département des Pyrénées-Atlantiques, en région Nouvelle-Aquitaine.
Elle se situe à 96 km par la route de Pau, préfecture du département, à 66 km de Bayonne, sous-préfecture, et à 11 km de Saint-Palais, bureau centralisateur du canton du Pays de Bidache, Amikuze et Ostibarre dont dépend la commune depuis 2015 pour les élections départementales. 
La commune fait en outre partie du bassin de vie de Saint-Palais.
Les communes les plus proches sont : 
Larribar-Sorhapuru (3,5 km), Uhart-Mixe (3,6 km), Ainharp (4,2 km), Arhansus (5,2 km), Domezain-Berraute (5,7 km), Pagolle (5,9 km), Béhasque-Lapiste (6,0 km), Etcharry (6,6 km).
Sur le plan historique et culturel, Lohitzun-Oyhercq fait partie de la province de la Soule, un des sept territoires composant le Pays basque,. La Basse-Navarre en est la province la plus variée en ce qui concerne son patrimoine, mais aussi la plus complexe du fait de son morcellement géographique. Depuis 1999, l'Académie de la langue basque ou Euskalzaindia divise le territoire du Labourd en six zones,. La Soule, traversée par la vallée du Saison, est restée repliée sur ses traditions (mascarades, pastorales, chasse à la palombe, etc). Elle se divise en Arbaille, Haute-Soule et Basse-Soule, dont fait partie la commune.

### Communes limitrophes
Les communes limitrophes sont  Ainharp, Aroue-Ithorots-Olhaïby, Domezain-Berraute, Larribar-Sorhapuru, Ordiarp, Pagolle et Uhart-Mixe.
|                    | Domezain-Berraute | Aroue-Ithorots-Olhaïby |
| Larribar-Sorhapuru | Lohitzun-Oyhercq  | Ainharp                |
| Uhart-Mixe         | Pagolle           | Ordiarp                |

### Hydrographie

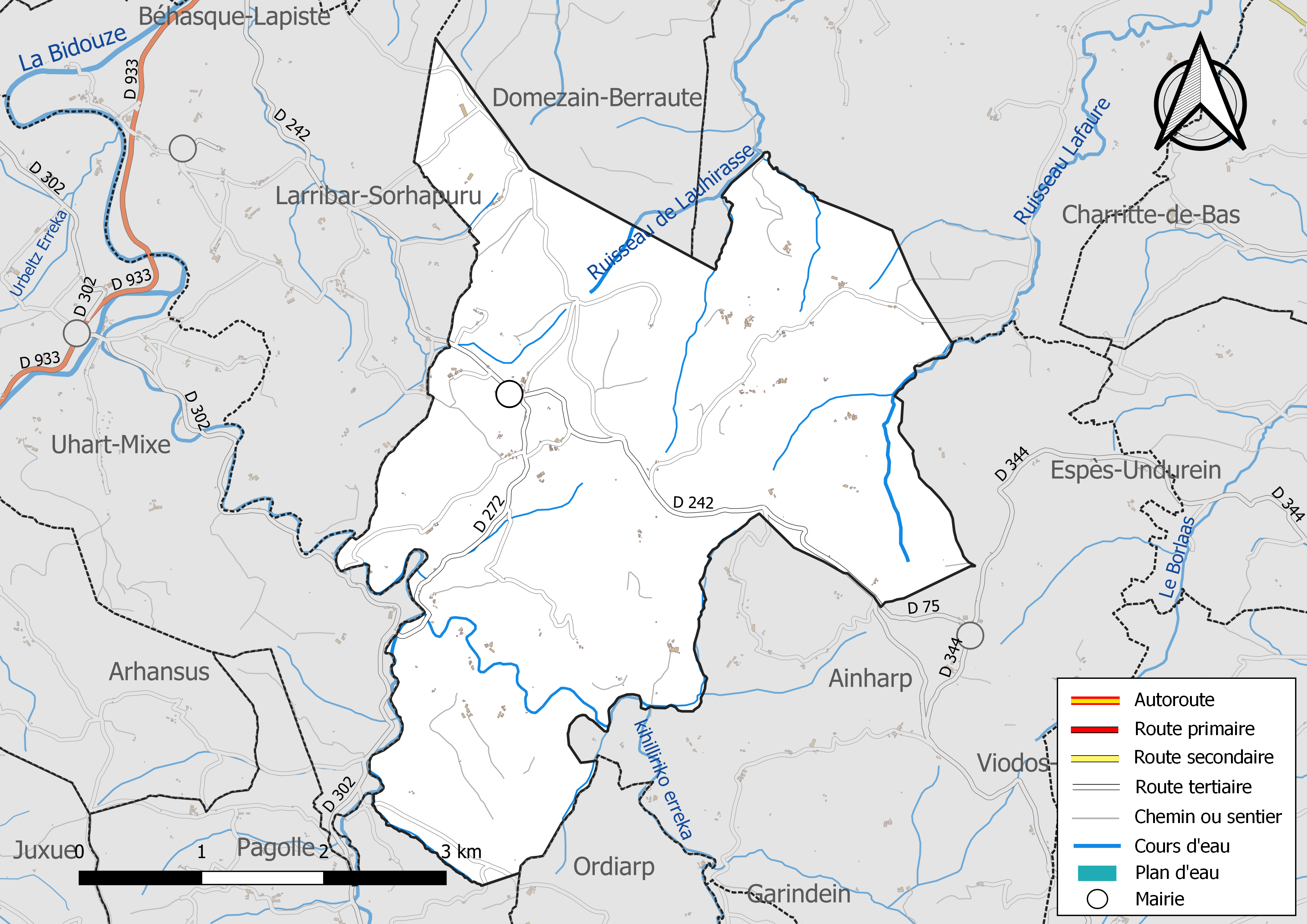
Réseaux hydrographique et routier de Lohitzun-Oyhercq.

La commune est drainée par le Lauhirasse, le ruisseau Lafaure, le ruisseau Quihilliri, et par divers petits cours d'eau, constituant un réseau hydrographique de 18 km de longueur totale,.
Le Lauhirasse, d'une longueur totale de 15,5 km, prend sa source dans la commune, au nord du territoire communal, et s'écoule  vers le nord. Il se jette dans le Saison à Guinarthe-Parenties, après avoir traversé 5 communes.

### Climat
Pour des articles plus généraux, voir Climat de la Nouvelle-Aquitaine et Climat des Pyrénées-Atlantiques.
Historiquement, la commune est exposée à un micro climat océanique basque.  
En 2020, Météo-France publie une typologie des climats de la France métropolitaine dans laquelle la commune est exposée à un climat de montagne et est dans la région climatique Pyrénées atlantiques, caractérisée par une pluviométrie élevée (>1 200 mm/an) en toutes saisons, des hivers très doux (7,5 °C en plaine) et des vents faibles.
Pour la période 1971-2000, la température annuelle moyenne est de 13,3 °C, avec une amplitude thermique annuelle de 13,4 °C. Le cumul annuel moyen de précipitations est de 1 344 mm, avec 11,8 jours de précipitations en janvier et 9 jours en juillet. Pour la période 1991-2020, la température moyenne annuelle observée sur la station météorologique la plus proche, située sur la commune d'Aïcirits-Camou-Suhast à 8 km à vol d'oiseau, est de 14,3 °C et le cumul annuel moyen de précipitations est de 1 219,1 mm,. Pour l'avenir, les paramètres climatiques de la commune estimés pour 2050 selon différents scénarios d’émission de gaz à effet de serre sont consultables sur un site dédié publié par Météo-France en novembre 2022.

### Milieux naturels et biodiversité

#### Réseau Natura 2000
Le réseau Natura 2000 est un réseau écologique européen de sites naturels d'intérêt écologique élaboré à partir des Directives « Habitats » et « Oiseaux », constitué de zones spéciales de conservation (ZSC) et de zones de protection spéciale (ZPS).
Deux sites Natura 2000 ont été définis sur la commune au titre de la « directive Habitats », : 
- « le Saison (cours d'eau) », d'une superficie de 2 200 ha, un cours d'eau de très bonne qualité à salmonidés[24] ;
- « la Bidouze (cours d'eau) », d'une superficie de 2 570 ha, un vaste réseau hydrographique drainant les coteaux du Pays basque[25].

## Urbanisme

### Typologie
Au 1er janvier 2024, Lohitzun-Oyhercq est catégorisée commune rurale à habitat très dispersé, selon la nouvelle grille communale de densité à sept niveaux définie par l'Insee en 2022.
Elle est située hors unité urbaine. Par ailleurs la commune fait partie de l'aire d'attraction de Saint-Palais, dont elle est une commune de la couronne,. Cette aire, qui regroupe 25 communes, est catégorisée dans les aires de moins de 50 000 habitants,.

### Occupation des sols

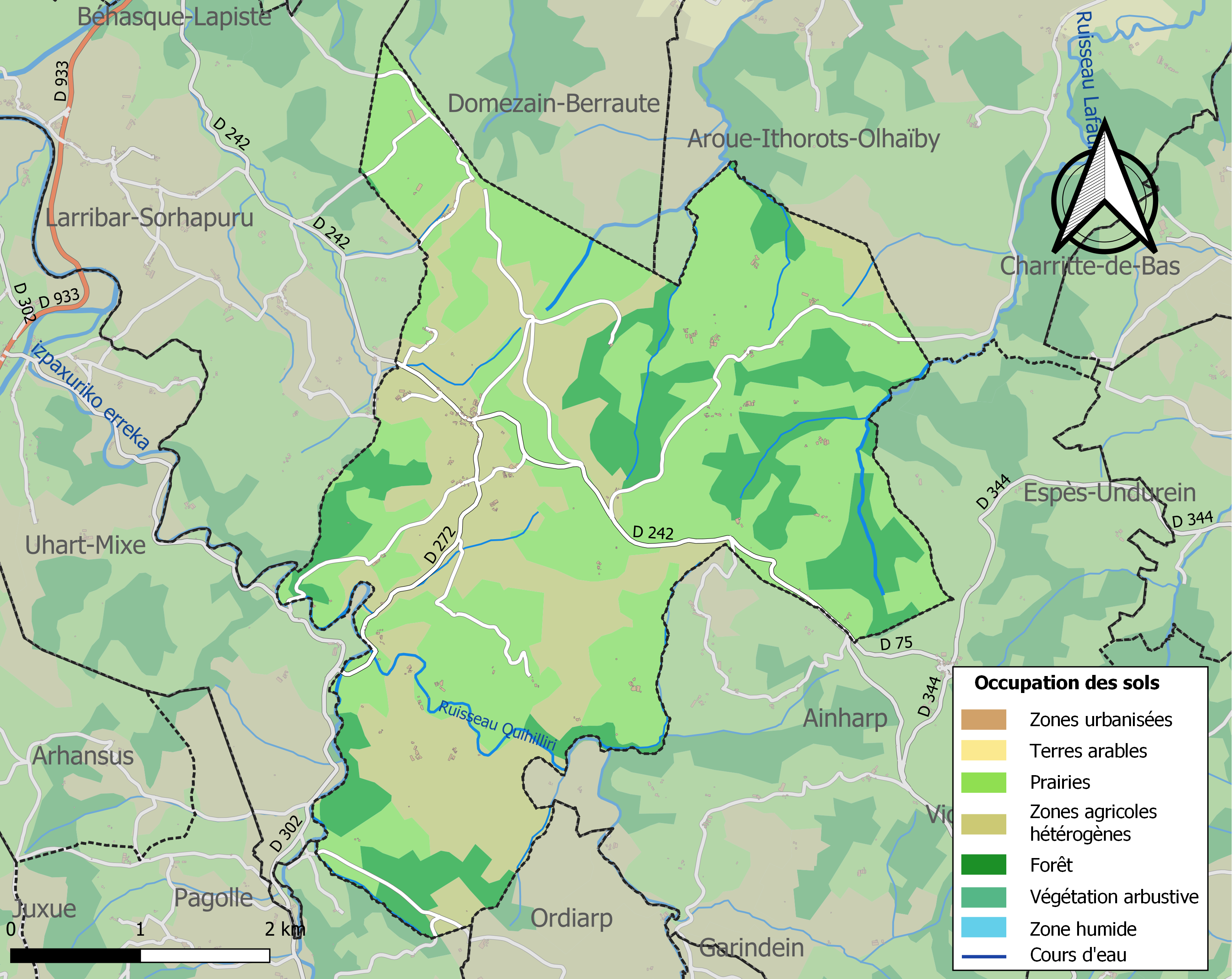
Carte des infrastructures et de l'occupation des sols de la commune en 2018 (CLC).

L'occupation des sols de la commune, telle qu'elle ressort de la base de données européenne d’occupation biophysique des sols Corine Land Cover (CLC), est marquée par l'importance des territoires agricoles (82,1 % en 2018), en augmentation par rapport à 1990 (74,3 %). La répartition détaillée en 2018 est la suivante : 
prairies (52,1 %), zones agricoles hétérogènes (30 %), forêts (17,9 %). L'évolution de l’occupation des sols de la commune et de ses infrastructures peut être observée sur les différentes représentations cartographiques du territoire : la carte de Cassini (XVIIIe siècle), la carte d'état-major (1820-1866) et les cartes ou photos aériennes de l'IGN pour la période actuelle (1950 à aujourd'hui).

### Lieux-dits et hameaux
Huit quartiers composent la commune de Lohitzun-Oyhercq :
- Ahiga ;
- Aizagerraldea (Aizagerrea sur les cartes IGN) ;
- Albista ;
- Aldiga ;
- Amotzagañea ;
- Elgañe ;
- Mañagieta (Mainhaguieta sur les cartes IGN) ;
- Oihergi.

### Voies de communication et transports
Lohitzun-Oyherq est desservie par les routes départementales D 242 et D 272.

### Risques majeurs
Le territoire de la commune de Lohitzun-Oyhercq est vulnérable à différents aléas naturels : météorologiques (tempête, orage, neige, grand froid, canicule ou sécheresse), inondations, feux de forêts et séisme (sismicité moyenne). Un site publié par le BRGM permet d'évaluer simplement et rapidement les risques d'un bien localisé soit par son adresse soit par le numéro de sa parcelle.
Certaines parties du territoire communal sont susceptibles d’être affectées par le risque d’inondation par une crue torrentielle ou à montée rapide de cours d'eau, notamment le ruisseau Lafaure, le ruisseau de Lauhirasse et l'Izpaxuriko erreka. La commune a été reconnue en état de catastrophe naturelle au titre des dommages causés par les inondations et coulées de boue survenues en 1982, 1983, 1990, 2009 et 2014,.
Lohitzun-Oyhercq est exposée au risque de feu de forêt. En 2020, le premier plan de protection des forêts contre les incendies (PDPFCI) a été adopté pour la période 2020-2030. La réglementation des usages du feu à l’air libre et les obligations légales de débroussaillement dans le département des Pyrénées-Atlantiques font l'objet d'une consultation de public ouverte du 16 septembre au 7 octobre 2022,.

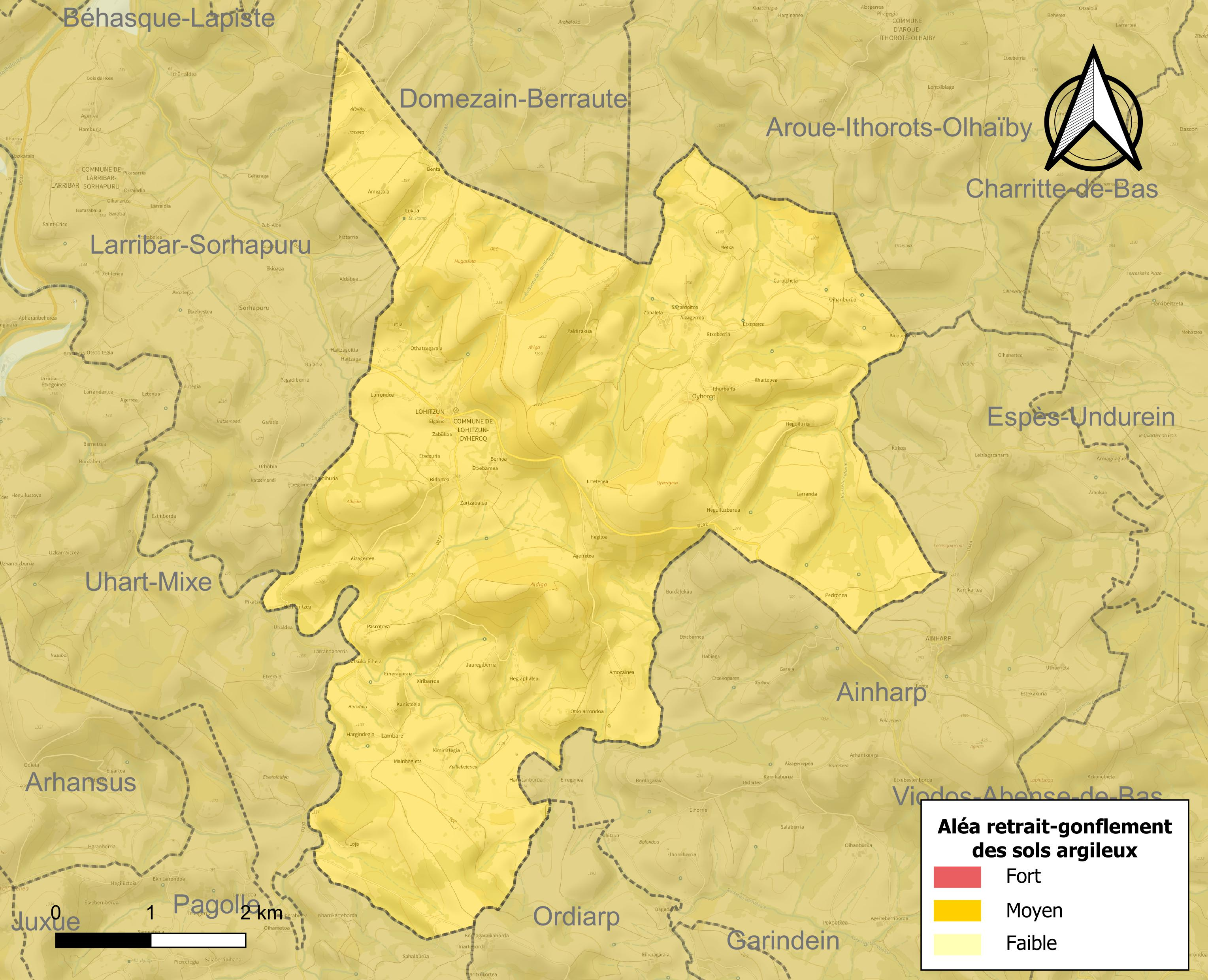
Carte des zones d'aléa retrait-gonflement des sols argileux de Lohitzun-Oyhercq.

Le retrait-gonflement des sols argileux est susceptible d'engendrer des dommages importants aux bâtiments en cas d’alternance de périodes de sécheresse et de pluie. La totalité de la commune est en aléa moyen ou fort (59 % au niveau départemental et 48,5 % au niveau national). Depuis le 1er octobre 2020, en application de la loi ELAN, différentes contraintes s'imposent aux vendeurs, maîtres d'ouvrages ou constructeurs de biens situés dans une zone classée en aléa moyen ou fort,.

## Toponymie

### Attestations anciennes
Le toponyme Lohitzun apparaît sous les formes L'Hohutzun (1337), Lohitzsun (1476, contrats d'Ohix), Lohitzssun (1690), Lohixun (XVIIe siècle, titres D'Arthez-Lassalle) et Lohitcun (1793 ou an II). Il est dérivé du basque lohitsu, "boueux, fangeux", de lohi, "boue, fange".
Le toponyme Oyhercq apparaît sous les formes Oyherc (1479, contrats d'Ohix), Hoyercq (1690), Oyherq (1793 ou an II) et Oybereq (1801, Bulletin des lois).

### Étymologie
Jean-Baptiste Orpustan indique que Lohitzun signifie 'lieu d'alluvion' et Oyhercq 'lieu de forêt' ou 'haut de forêt'.

### Autres toponymes
Aldiga est un lieu de pèlerinage référencé en 1863 par le dictionnaire topographique Béarn-Pays basque, et est mentionné sous la forme la Croix de Aldigua en 1476 (contrats d'Ohix).
L'hydronyme Lafaure apparaît sous les formes la Phaura en 1538 (réformation de Béarn) et la Phaure et 1863.

### Graphie basque
Son nom basque actuel est Lohitzüne-Oihergi.

## Histoire
La commune a été créée le 13 juin 1841 par la réunion des communes de Lohitzun et d' Oyhercq.

## Politique et administration
| Période                                  | Période | Identité                | Étiquette | Qualité |
| ---------------------------------------- | ------- | ----------------------- | --------- | ------- |
| 1995                                     | 2001    | Baptiste Labarthe       |           |         |
| 2001                                     | 2008    | Jean-Baptiste Mendribil |           |         |
| 2008                                     | 2014    | André Salambehere       |           |         |
| Les données manquantes sont à compléter. |         |                         |           |         |

### Intercommunalité
La commune appartient à cinq structures intercommunales :
- la communauté d'agglomération du Pays Basque ;
- le syndicat AEP du pays de Soule ;
- le syndicat d’énergie des Pyrénées-Atlantiques ;
- le syndicat de regroupement pédagogique intercommunal Ispachoury ;
- le syndicat intercommunal pour le fonctionnement des écoles d'Amikuze.

## Population et société

### Démographie
L'évolution du nombre d'habitants est connue à travers les recensements de la population effectués dans la commune depuis 1793. Pour les communes de moins de 10 000 habitants, une enquête de recensement portant sur toute la population est réalisée tous les cinq ans, les populations de référence des années intermédiaires étant quant à elles estimées par interpolation ou extrapolation. Pour la commune, le premier recensement exhaustif entrant dans le cadre du nouveau dispositif a été réalisé en 2006.

En 2022, la commune comptait 194 habitants, en évolution de −4,9 % par rapport à 2016 (Pyrénées-Atlantiques : +3,78 %, France hors Mayotte : +2,11 %).
| 1793 | 1800 | 1806 | 1821 | 1831 | 1836 | 1841 | 1846 | 1851 |
| ---- | ---- | ---- | ---- | ---- | ---- | ---- | ---- | ---- |
| 367  | 330  | 370  | 310  | 374  | 373  | 504  | 580  | 555  |

| 1856 | 1861 | 1866 | 1872 | 1876 | 1881 | 1886 | 1891 | 1896 |
| ---- | ---- | ---- | ---- | ---- | ---- | ---- | ---- | ---- |
| 531  | 478  | 448  | 400  | 428  | 422  | 409  | 383  | 387  |

| 1901 | 1906 | 1911 | 1921 | 1926 | 1931 | 1936 | 1946 | 1954 |
| ---- | ---- | ---- | ---- | ---- | ---- | ---- | ---- | ---- |
| 378  | 400  | 415  | 310  | 322  | 300  | 351  | 339  | 312  |

| 1962 | 1968 | 1975 | 1982 | 1990 | 1999 | 2006 | 2011 | 2016 |
| ---- | ---- | ---- | ---- | ---- | ---- | ---- | ---- | ---- |
| 304  | 278  | 270  | 227  | 195  | 217  | 204  | 196  | 204  |

| 2021 | 2022 | - | - | - | - | - | - | - |
| ---- | ---- | - | - | - | - | - | - | - |
| 197  | 194  | - | - | - | - | - | - | - |

## Économie
La commune fait partie de la zone d'appellation de l'ossau-iraty.

## Culture locale et patrimoine

### Patrimoine civil
Un gaztelu zahar est situé, au lieu-dit Ahiga, à 300 mètres d'altitude.

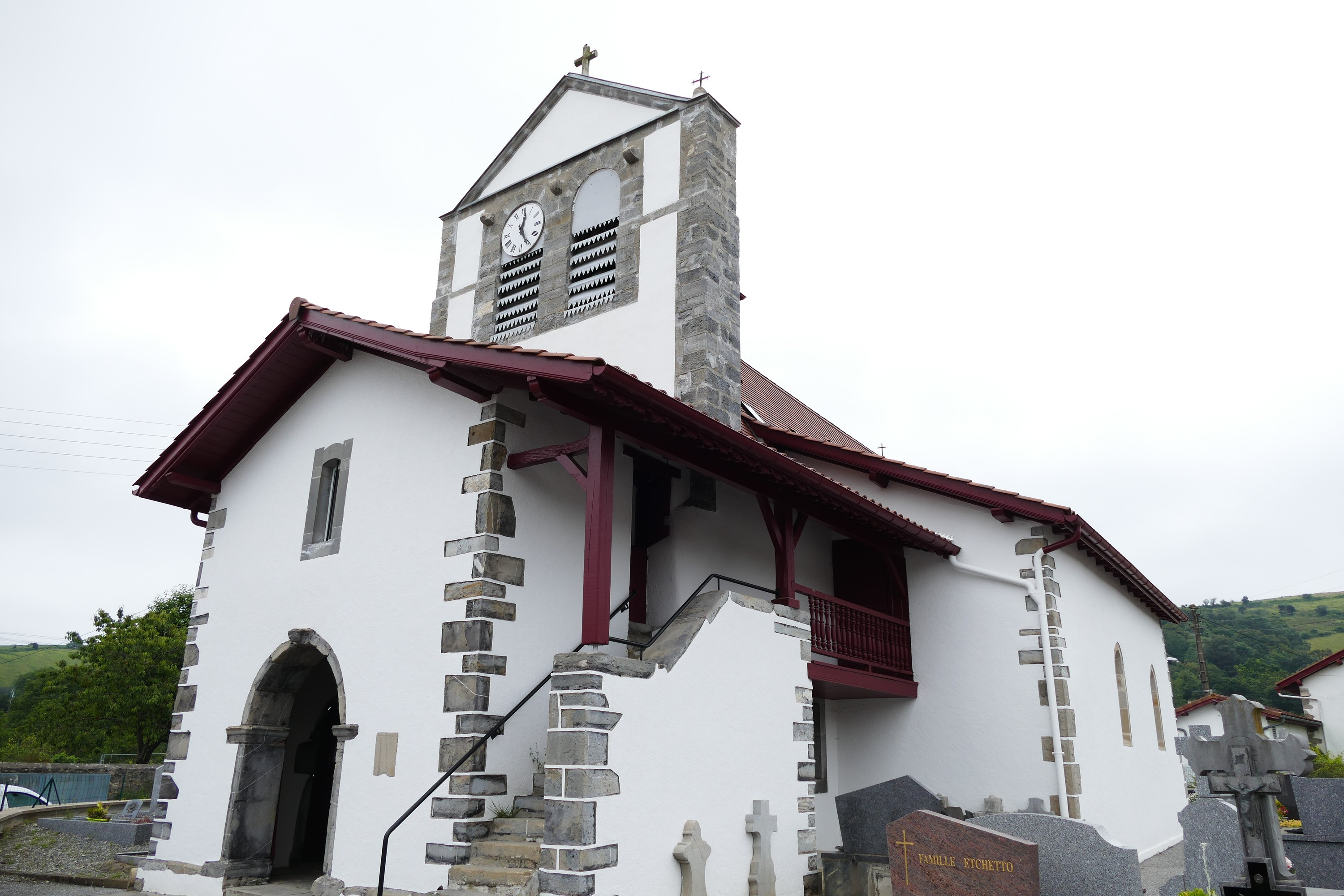
Église Saint-Jean-Baptiste de Lohitzun

### Patrimoine religieux
- Église Saint-Étienne d'Oyhercq
- Église Saint-Jean-Baptiste de Lohitzun

## Équipements

### Éducation
La commune disposait d'une école primaire.